# Peter Rufai
Peter Rufai (Lagos, 24 agosto 1963 – Lagos, 3 luglio 2025) è stato un calciatore nigeriano, di ruolo portiere.

## Carriera

### Club
Cresciuto calcisticamente in patria negli Stationery Stores, nel 1986 firmò un contratto con i beninesi del Dragons.
Con la squadra di Porto-Novo, la più titolata del Benin, giocò tre stagioni vincendo due campionati, e grazie anche alle prestazioni in Nazionale raggiunse un accordo con una società europea, i belgi del Lokeren.
Giocò quattro stagioni in Belgio, una nei Paesi Bassi, quattro in Portogallo e due in Spagna; giocò nel Farense e nel Deportivo de la Coruña, qui come riserva di un altro portiere africano, il camerunese Jacques Songo'o.

### Nazionale
Con la Nazionale nigeriana partecipò da titolare ai Mondiali del 1994 e del 1998, nonché a diverse Coppe Africa, tra le quali quella vinta nel 1994.

## Morte
Malato da tempo, è morto a Lagos il 3 luglio 2025 all'età di 61 anni.